# Premio Egon Ranshofen Wertheimer
El Premio Egon Ranshofen Wertheimeres otorgado por la ciudad de Braunau am Inn en colaboración con la Asociación de historia Contemporánea.
Con este premio que lleva el nombre del periodista, politólogo y diplomático Egon Ranshofen Wertheimer se galardonan personas y grupos de personas (familias) en reconocimiento de su servicio a la República de Austria en el extranjero. 

## Galardonados
- 2007, Tizzy de Trapp fue galardonada como representante de las acciones de socorro Trapp Family Austrian Relieve Inc.[1]
- 2008, Ernst Florian Winter recibió el premio como director fundador de la Academia Diplomática de Viena.[2]
- 2010 Dietmar Schönherr
- 2013 Günther Greindl[3]
- 2015 Manfred Nowak, laudatorio de Eva Nowotny[4]